# ミニッツレーサーMR-03シャシー
『ミニッツレーサーMR-03シャシー』とは、京商ミニッツレーサーのシャシーの一種である。
大まかにMR-03系とMR-03スポーツ系に大別できる。違いは電波の伝送方式で、MR-03系はASF・MHS、MR-03スポーツ系はFHSとなり、送受信機が違ってくる。

## MR-03系
MR-03シャシー
2009年10月に発売された。第49回 全日本模型ホビーショーにても展示された。ASF 2.4GHz対応機種だが、BODY＆CHASSIS SET(送信機レス)だけの販売。従来からのホイールベース長の可変に加え、トレッドの変更も可能となり、これまでに発売されてきた全てのミニッツレーサー用ボディの装着が可能。また、車体のステアリング、スロットルを車の挙動にあわせて抑制するジャイロユニットをオプションで搭載することが可能になった。
MR-03VEシャシー
2012年12月発売。ブラシレスモーター搭載型MR-03シャシー。従来のブラシモーターではなく専用のブラシレスモーター“Team ORION XSPEED VE”を搭載。モーター端子は金メッキ仕様。制御基板もブラシレス用に変更された。基板のサイズが従来のASF基板より大きくなったためそれに伴い、アッパーカバーの形状もセパレート型から一体型に変更された。ブルーアルマイト処理されたボールデフを標準装備。
MR-03VE 50th アニバーサリー シャシーセット
2013年6月発売。京商50周年を記念して限定販売されたシャーシ。ボールデフはレッドアルマイトの特別仕様。フルベアリング、金メッキバッテリー仕様。
MR-03VE プロシャシーセット
2015年7月発売。新しく『MHS（Mini-Z Hybrid Spread Spectrum）2.4GHzシステム』を採用し、ハイレスポンスを実現したシャーシ。モーターは8500KVのTeam ORION XSPEED VEブラシレスモーターを搭載。従来のASF2.4GHzシステムでも使用可能だがレスポンスは従来通りとなる。ボールデフはレッドアルマイトの特別仕様。フルベアリング、金メッキバッテリー仕様。

## MR-03 スポーツ系
MR-03スポーツ
2013年10月発売。MR-03系シャシーに専用基板を搭載したレディセット、従来のMR-03とは異なり、電波方式がFHS 2.4GHzに変更となったためASF 2.4GHzとは互換性がなく、ジャイロユニットも搭載できないが、その分価格を従来のレディセットと同等に抑えられた。
MR-03スポーツ2
2015年8月発売。MR-03スポーツの2世代目。より幅広いユーザー層へ手軽に楽しんでもらえるように、とのコンセプトはそのままに受信機基板がアップグレードされた。スポーツ2専用R/Cユニットの搭載でジャイロユニット(MZW431)が搭載可能に。車体に装備されたボリュームでジャイロの効きを調整可能。別売のKT-432PT送信機と組み合わせて使用すると、ジャイロの効きを車体のボリューム位置に関係なく送信機から設定可能になる。

## ホイールベース
|       | S  | M  | L  | LL | 3L  | 4L  |
| ----- | -- | -- | -- | -- | --- | --- |
| RM HM | 86 | 90 | 94 | -  | -   | -   |
| MM    | -  | -  | -  | 98 | 102 | 106 |
| LM    | -  | -  | -  | -  | 102 | -   |